# Biperideen
Biperideen is een antiparkinsonmiddel behorend tot de groep parasympathicolytica. De originele merknaam is Akineton. Het vermindert spierstijfheid, akinesie en in geringere mate tremor. Het kan in acute situaties ook per injectie worden toegediend. Het is alleen op recept verkrijgbaar.
Akineton wordt het vaakst voorgeschreven om de extrapiramidale bijwerkingen of het parkinsonisme ten gevolge van een antipsychoticum te onderdrukken. De stof is opgenomen in de lijst van essentiële geneesmiddelen van de WHO.

## Werkingsmechanisme
Bij parkinson is er sprake van een tekort aan dopamine in de basale ganglia. Het gevolg hiervan in een verhoogde concentratie acetylcholine, wat kan leiden tot bepaalde motorische symptomen van parkinson, onder andere tremor in rust en een voorovergebogen loopgang . Door een anticholinerge werking van Biperideen kan dit leiden tot vermindering van de symptomen bij parkinson. Het werkt in op de motorische eindplaat van de spier en op de dendrieten van de neuronen zodat de spier minder prikkels ontvangt.
Biperideen vermindert tremor, overmatig zweten en motorische onrust zoals met de benen wiegen en spiertrekkingen. Als medicatie tegen de verschijnselen van de ziekte van Parkinson is er nog maar weinig plaats voor Biperideen omdat er inmiddels beter werkende middelen zijn. Het wordt nog wel voorgeschreven in combinatie met antipsychotica om de bijwerkingen daarvan te verlichten.
Antipsychotica hebben de eigenschap dat het de aanmaak en afgifte van dopamine verlaagt. Biperideen herstelt dit niet, maar remt de werking van acetylcholine. Door een verlaagde dopamine-afgifte wordt acetylcholine gemaakt wat werkt op de spieren. Het is een boodschapperstof welke communiceert tussen spier en zenuw. Vandaar dat het vaak wordt gegeven met antipsychotica.
Een behandeling met het middel mag niet plotseling worden afgebroken. Het moet geleidelijk worden afgebouwd, omdat anders het risico van ernstige akinesie, agitatie en/of verwardheid bestaat. Ouderen zijn hiervoor extra gevoelig.

### Bijwerkingen
Tardieve dyskinesie kan door Biperideen worden uitgelokt of verergerd. De werking van het middel wordt soms als prettig ervaren omdat het een lichte mate van euforie teweeg kan brengen. Misbruik is niet geheel onbekend. De maximale dosering is 16 mg per dag verdeeld over 4 doseringen van 4 mg. Een dosering van 4 mg per inname kan al leiden tot sterke bijwerkingen zoals een droge mond en wanneer ingenomen op een lege maag tot euforie, slecht scherp kunnen stellen van dichtbij van de ogen en moeheid. De therapeutische dosis is zeer variabel, maar in combinatie met een antipsychoticum is dat meestal tweemaal daags 2 mg. Bij een hogere dosis (4 mg of meer) treedt gemakkelijk rusteloosheid, agitatie, angst, misselijkheid, verwardheid of euforie op. In zeldzame gevallen zijn ook hallucinaties beschreven. Nervositeit, hoofdpijn, slapeloosheid en geheugenstoornissen zijn mogelijk. Biperideen-gebruik geeft vaak een droge mond en daardoor kan sneller tandcariës ontstaan. Overdosering zal in het uiterste geval leiden tot ademstilstand.

## Kinetische gegevens
Biperideen heeft een biologische beschikbaarheid van 33% door het first-pass-effect. De maximale plasmaconcentratie wordt na 1-1,5 uur bereikt. Het verdelingsvolume is 24 l/kg lichaamsgewicht. Plasma-eiwitbinding: 93-94%.

## Geschiedenis
Biperideen werd gesynthetiseerd door de Duitse scheikundige W. Klavehn van Knoll AG uit Duitsland. In maart 1953 werd patent op het geneesmiddel verkregen.